# Одоризація газу
Одоризація газу (англ. [gas] odorization; нім. [Erdgas]odorierung) – введення в потік газу одоранту, який сигналізував би різким специфічним неприємним запахом про його витікання із газопроводів або посудин.
ОДОРИЗАЦІЙНЕ УСТАТКУВАННЯ, (англ. odorizer; нім. Odorierungsanlage) – устаткування, призначене для введення одоранта в потік газу. Розрізняють одоризаційні установки крапельні, ґнітові і барботажні, а також автоматичні (з насосами нагнитання).
Одорант вводиться в газ за допомогою одоризаційних установок двох видів ‒ прямої дії і паралельно включеними. В установках прямої дії одорант подається в газопровід безпосередньо. В паралельно включених установках одорант вводиться в паралельну гілку газопроводу, по якій тече частина газового потоку.
За способом дії одоризатори поділяються на крапельні, ґнітові й барботажні.
Крапельний одоризатор подає в газопровід рідкий одорант краплями або тонким струменем. Там він випаровується, змішуючись з газом.
Гнітовий одоризатор забезпечений гнітами з фланелі, частково зануреними в рідкий одорант. Піднімаючись по гніту, одорант випаровується з зовнішньої його частини і у вигляді пари змішується в одоризаторі з газом.
У барботажних одоризаторах газ проходить крізь шар рідкого одоранту; в результаті одорант випаровується, і газ насичується його парами.
У одоризаторах всіх трьох типів передбачається автоматичне регулювання подачі одоранту в газ для точного дозування суміші.